# Wälder mit Schluchten zwischen Wartburg und Hohe Sonne

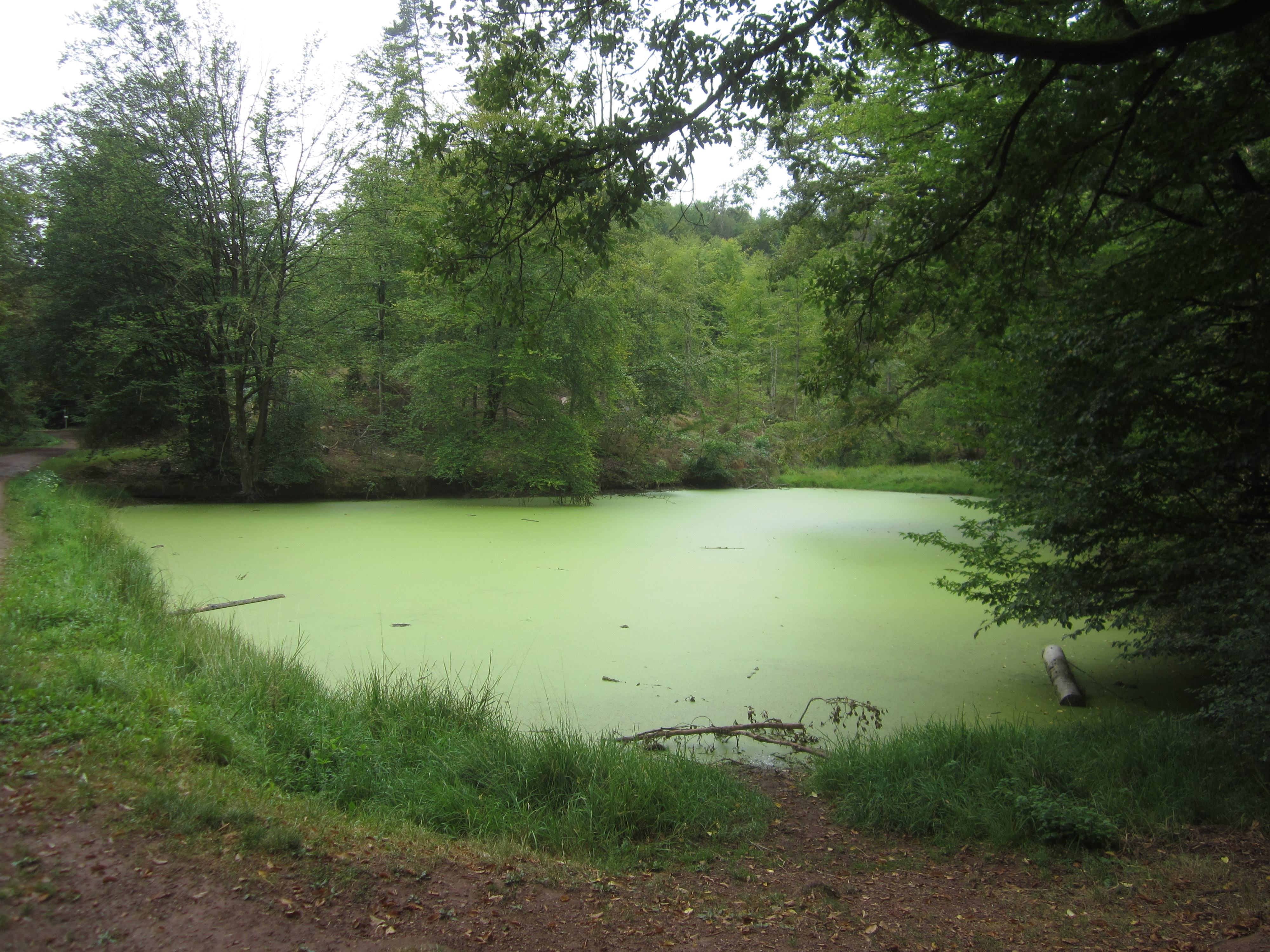
Einer der Knöpfelsteiche im NSG (2020)

Das 2015 ausgewiesene Naturschutzgebiet Wälder mit Schluchten zwischen Wartburg und Hohe Sonne liegt auf dem Gebiet der Stadt Eisenach und der Gemeinde Gerstungen im Wartburgkreis in Thüringen. Es bestand zuvor bereits seit 1961 als Naturschutzgebiet Wartburg - Hohe Sonne.

## Lage
Das einzige Naturschutzgebiet im Eisenacher Stadtgebiet erstreckt sich südlich der Eisenacher Kernstadt im Naturraum 1.3.1 Nordwestlicher Thüringer Wald. Ein kleiner Teil des Gebietes liegt in der Gemarkung des Ortsteiles Wolfsburg-Unkeroda der Gemeinde Gerstungen. Das Schutzgebiet liegt beidseits der Bundesstraße 19, die hier im Abschnitt zwischen Wilhelmsthal und Eisenach den Kamm des Thüringer Waldes quert. Nordwestlich des Gebietes verläuft die Bundesstraße 84. Im NSG befindet sich das UNESCO-Weltkulturerbe Wartburg, an der Kreuzung der B 19 mit dem Rennsteig liegt die namensgebende Hohe Sonne.

## Bedeutung
Das Gebiet ist geprägt von Laubmischwäldern (insbesondere Hainsimsen-Buchenwald, Hainsimsen-Traubeneichen-Mischwald und Waldmeister-Buchenwald), wie sie typisch für den Nordwestlichen Thüringer Wald sind. Es umfasst eine Reihe bedeutsamer Geotope, darunter die überregional bekannte Drachenschlucht sowie die Landgrafenschlucht.

## Schutzstatus
Ein 586,1 ha großes Gebiet wurde bereits im Jahr 1961 mit der NSG-Nr. 29 als NSG Wartburg - Hohe Sonne nach dem in der DDR geltenden Gesetz zur Erhaltung und Pflege der heimatlichen Natur (Naturschutzgesetz) ausgewiesen. 2015 wurde der Zuschnitt des Gebietes auf 788 ha vergrößert und mit Erlass einer neuen Schutzgebietsverordnung der Name auf Wälder mit Schluchten zwischen Wartburg und Hohe Sonne geändert.